# Szováthy Lajos
Szováthy Lajos (Miskolc, 1833. augusztus 26. – Pápa, 1902. május 22.) magyar tanár, tanítóképző intézeti igazgató.

## Életpályája
Tanulmányait Miskolcon végezte el. 1851-ben Miskolcon segédtanító volt. 1852–1855 között a sárospataki református teológia hallgatója volt. 1859–1861 között Mezőcsáton tanított. 1861-ben tanulmányutat tett Ausztriába, Bajorországba és Svájcba. 1862–1871 között a máramarosi református gimnázium oktatója volt. 1871–1876 között Máramaroson a tanítóképző tanára volt; később a sárospataki intézet igazgatója lett. 1877–1881 között Léván tanárként dolgozott. 1881–1896 között a losonci tanítóképző igazgatójaként tevékenykedett. 1896–1902 között a pápai református, illetve állami tanítóképző élén állt. 1900. szeptember 24-én vette át az intézet épületét.
Jelentős érdemei voltak az iskolaszervezésben, a pápai iskola ekkor az ország legnépesebb tanítóképzők egyike volt (192 fő).

## Családja
Szülei Szováthy László és Danavár Erzsébet, felesége Homa Ottília volt.
Sírja az Pápai Alsóvárosi temetőben található.